# Langenholzhausen
Langenholzhausen is een plaats in de Duitse gemeente Kalletal, deelstaat Noordrijn-Westfalen.
Volgens de website van de gemeente Kalletal had het dorp bij de meest recente telling 1.270 inwoners.
Het graf van Johan van Rijswijck (* rond 1550 in Middelburg (?); † 25 januari 1612 in Varenholz), Nederlands vestingbouwer, rond 1600 o.a. betrokken bij de aanleg van gemoderniseerde vestingwerken rondom de stad Bremen, bevindt zich in de dorpskerk van Langenholzhausen.

Ligging van Langenholzhausen in Kalletal

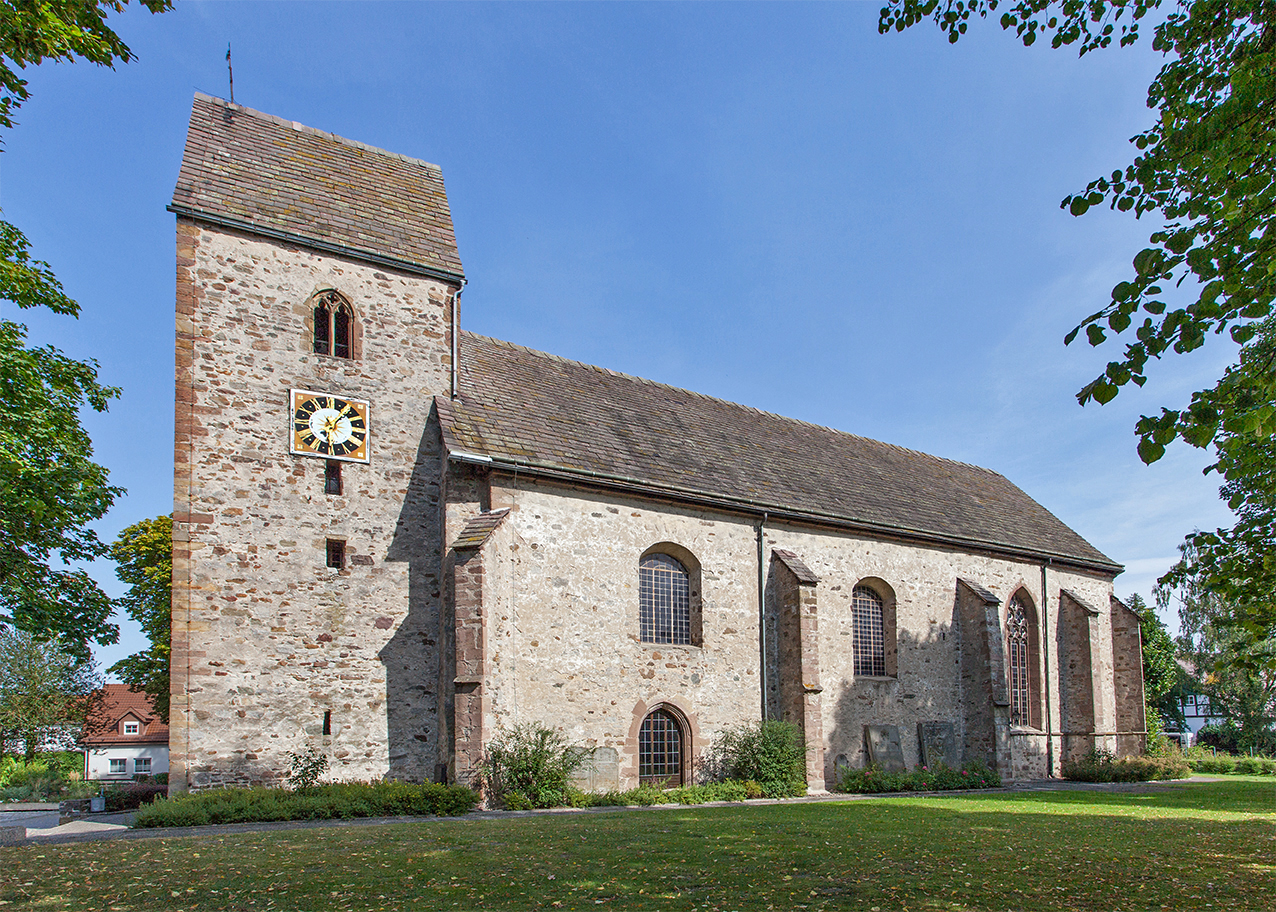
Langenholzhausen, evangelisch-gereformeerde kerk
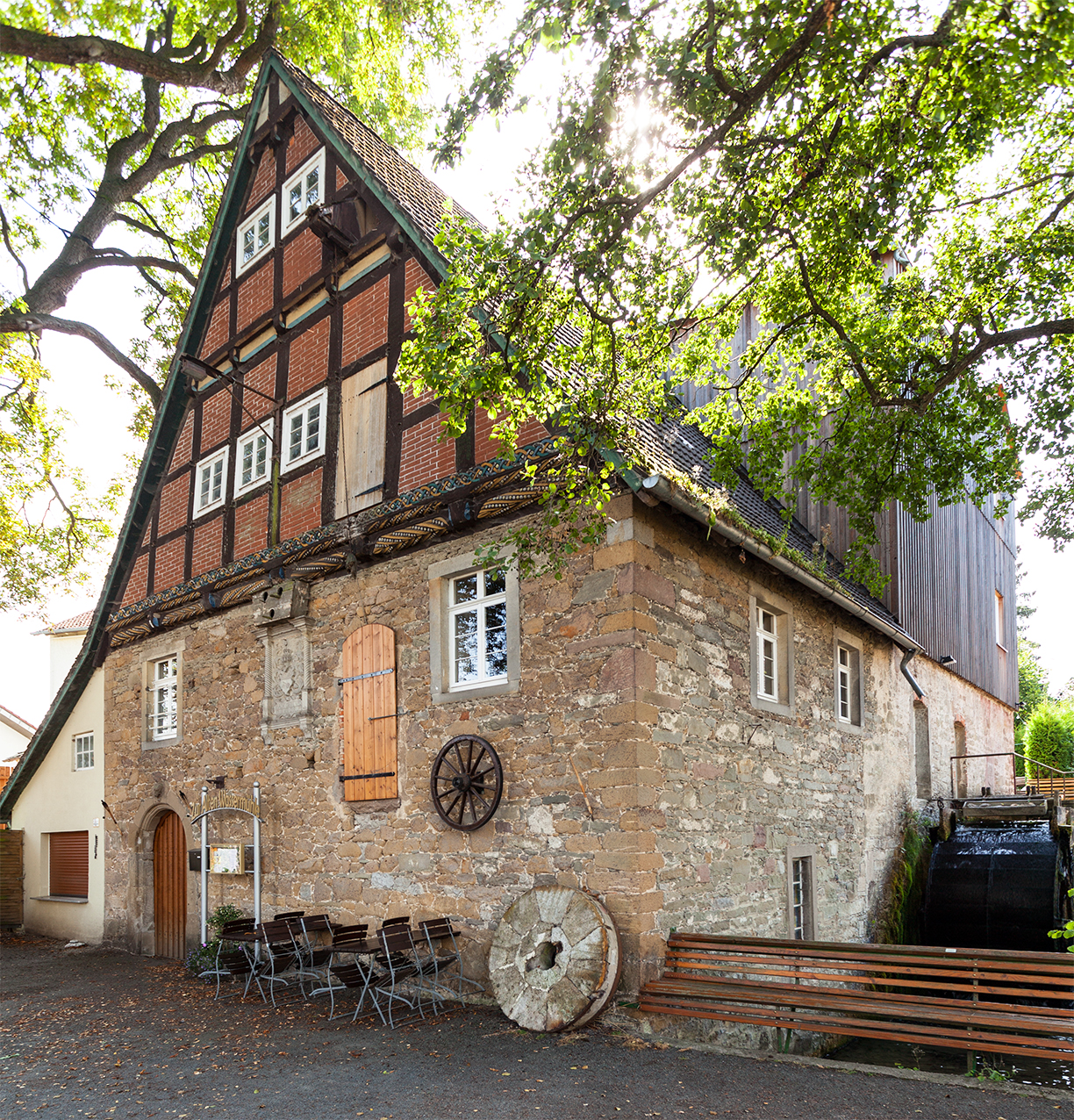
Zgn. vorstelijke[2] erfpacht-watermolen, Langenholzhausen